# Friderika
Friderika è l'album di debutto della cantante ungherese Friderika Bayer, pubblicato nel 1994 attraverso l'etichetta discografica EMI Records. L'album include il singolo Kinek mondjam el vétkeimet, con cui Friderika si è piazzata quarta all'Eurovision Song Contest 1994. L'album è stato certificato disco d'oro in Ungheria due mesi dopo la sua pubblicazione per aver venduto oltre 50 000 copie.

## Tracce
CD
1. Távol a föld – 4:28
2. Ez jó lesz... – 4:50
3. Gyere holdsugár! – 3:26
4. Hello – 4:40
5. Bádogszív – 3:40
6. Rock 'n' roll az élet – 3:48
7. Kinek mondjam el vétkeimet – 3:25
8. Születésnap – 4:23
9. Szállj velem – 5:32
10. Mi van még? – 3:19
11. Nem tudom még, milyen a szerelem – 4:40
12. Merre jársz? – 3:54
13. Tiéd minden dal – 3:09
14. Rózsa – 2:45